# Cerro El Puntudo
Cerro El Puntudo är en kulle i Argentina.   Den ligger i provinsen Río Negro, i den sydvästra delen av landet, 1 100 km sydväst om huvudstaden Buenos Aires. Toppen på Cerro El Puntudo är 589 meter över havet, eller 5 meter över den omgivande terrängen. Bredden vid basen är 0,28 km.
Terrängen runt Cerro El Puntudo är huvudsakligen platt, men norrut är den kuperad. Trakten runt Cerro El Puntudo är nära nog obefolkad, med mindre än två invånare per kvadratkilometer.. Det finns inga samhällen i närheten.
Omgivningarna runt Cerro El Puntudo är i huvudsak ett öppet busklandskap.